# Taylor Highway

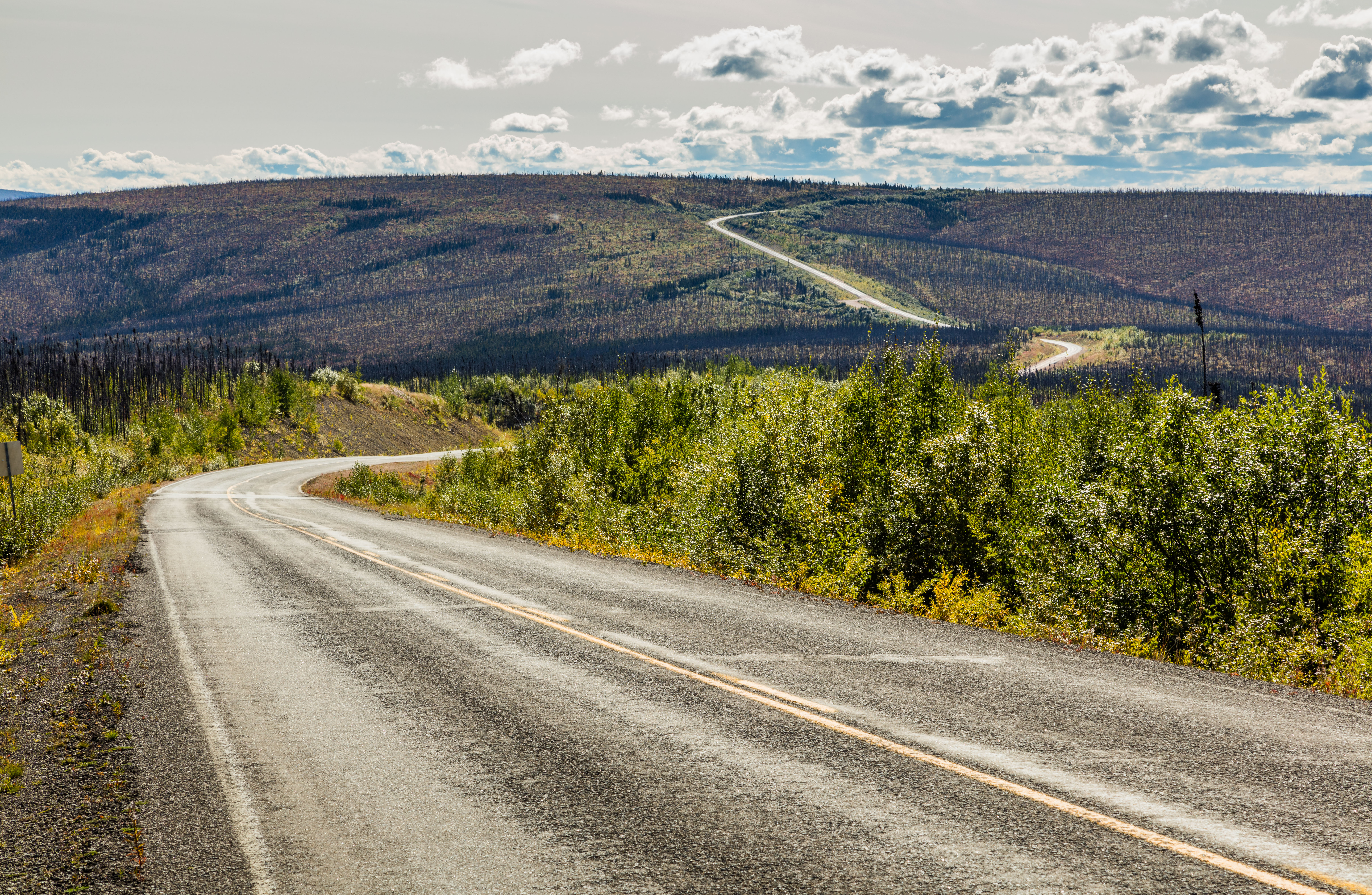
Asphaltierter Teil des Taylor Highway

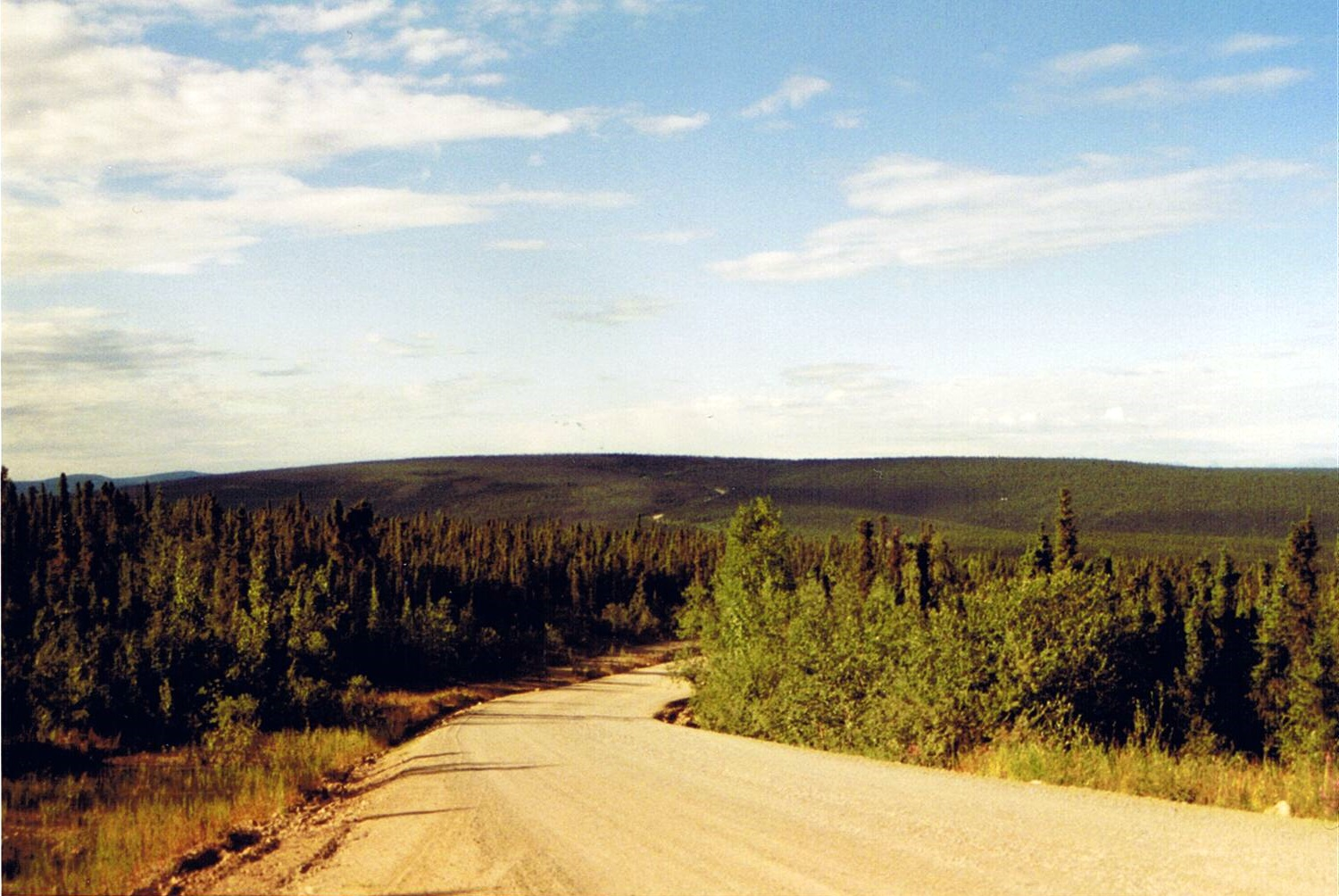
Schotterpiste im weiteren Verlauf

Der Taylor Highway ist eine Straße in Alaska (Alaska Route 5), die auf einer Länge von 259 km Tetlin Junction am Alaska Highway mit der kleinen Stadt Eagle am Yukon River verbindet.
Der Highway wurde 1953 gebaut, um Zugang zu Chicken, Eagle und dem historischen Fortymile Mining District sowie eine Verbindung nach Dawson zu schaffen. Die ersten knapp 100 km sind asphaltiert, danach wird der Highway zur Schotterpiste. Er windet sich durch hügelige, dicht bewaldete, weitgehend menschenleere Landschaft nach Norden und endet am Yukon. Von Oktober bis April ist die Straße für Kraftfahrzeuge gesperrt, nur Schneemobile dürfen sie benutzen.